# Kambikatoto
Kambikatoto ist ein Verwaltungsbezirk (Ward) des Distriktes Chunya in der tansanischen Region Mbeya.

## Geografie
Kambikatoto liegt im Westen von Tansania. Er ist der nördlichste Bezirk der Region Mbeya und grenzt im Westen an die Region Songwe, im Norden an die Region Tabora und im Osten an die Region Singida. Der Bezirk hat eine Fläche von 3408 Quadratkilometern und bei der Volkszählung 2022 lebten hier 28.519 Menschen in 6341 Haushalten.

## Gliederung
Der Bezirk besteht aus zwei Gemeinden (Mtaa) mit sieben Orten (Kitongoji):
| Kambikatoto - Kibaoni - Laini - Gengeni - Iwolelo | Sipa - Mawonde - Majiweni - Mwamasesa |

## Wirtschaft und Infrastruktur
- Bildung: Im Jahr 2023 besuchten rund 300 Schüler des Bezirks weiterführende Schulen in benachbarten Bezirken. Die nächste dieser Schulen war 40 Kilometer entfernt. 2023 wurde eine weiterführende Schule mit 12 Klassenräumen errichtet.[7]
- Gesundheit: Das Gesundheitszentrum in bietet ambulante und stationäre Dienste an.[8]
- Straße: Durch den Bezirk verläuft die nicht asphaltierte Nationalstraße T8, die Mbeya im Süden mit Singida im Norden verbindet.[9]